# Дуанель, Жюль
Жюль Бенуа Станислас Дуанель Дю Валь-Мишель (фр. Jules-Benoît Stanislas Doinel du Val-Michel; 8 декабря 1842, Мулен — 16/17 марта 1902, Каркасон) — французский оккультист, видный деятель французского неогностического движения, основатель первой гностической церкви в новое время.

## Ранние годы
Жюль (Юлиус) Дуанель родился в Мулене (Алье) 8 декабря 1842 года в католической семье. В 1853 году он поступил на учёбу в иезуитское духовное училище в Изере, близ Мулена, однако к концу 1860 года в связи с переменами в мировоззрении он оставил учёбу в духовной семинарии, которую он начал в 1859 году. Затем он учился в Коллеже Станислас в Париже и впоследствии был принят в Национальную Школу Хартий, которую он окончил в 1866 году, написав Очерк о жизни и произведениях Пьера де ла Палю, Патриарха Иерусалимского (1275 или 1280—1342). Работая архивариусом в 1860−1870 годах, он публикует различные труды о средневековой истории, в частности о Жанне д’Арк, Бланке Кастильской, Гуго ле Бутилье и Крестовых Походах. Он также работал архивариусом в департаментах Канталя (1871), Луаре (1875) и Ода (1900).

## Пребывание в масонстве и уход в мартинизм
В конце 1884 года Дуанель был посвящён в степень ученика вольного каменщика в одной из лож Великого востока Франции, в апреле 1886 года он был посвящён в степень мастера-масона. Однако к 1890 году он отходит от масонства, принимая в том же году посвящение в Орден Мартинистов от Папюса.

## Гностическая церковь
Дуанель прежде всего известен тем, что он основал Гностическую Церковь Франции, в деятельности которой принимали участие многие европейские оккультисты того времени.
Работая архивариусом в Библиотеке Орлеана, в 1888 году, Дуанель обнаружил подлинник документа, датированный 1022 годом, автором которого был каноник Стефан Орлеанский, учитель и предшественник катаров, обучавший гностическим доктринам. В конце того же 1022 года Стефан был обвинен в ереси и сожжен, будучи осужден в ходе известного Орлеанского процесса.
История героического сопротивления и мученичества катаров настолько очаровала Дуанеля, что он взялся за изучение их доктрин, равно как доктрин их предшественников — богомилов, павликиан, манихеев и гностиков начала христианской эры. По мере своей работы он пришёл к убеждению, что гностицизм, наряду с масонством, является истинной религией.
В 1888 году Дуанеля, по его собственному утверждению, посетило видение, в котором «Эон Иисус» предстал перед ним и вдохновил его на работу по созданию новой церкви. Как утверждал сам Дуанель, «Эон Иисус» духовно посвятил его в сан «Епископа Монсегюра и Примаса Альбигойцев». После этого он попытался установить контакт с духами катаров и гностиков во время сеансов, проходивших в салоне леди Кейтнесс, которая была видной фигурой во французских спиритических кругах того времени, ученицей Анны Кингсфорд и лидером французского отделения Теософического Общества. Во время этих сеансов, по утверждению участников, ими были получены различные послания от катарских священнослужителей и указания по дальнейшей организации Гностической Церкви.
На одном из сеансов Дуанель, по его собственным утверждениям, получил следующее сообщение:

«Я обращаюсь к Вам, потому что Вы — мой друг, мой слуга и прелат моей альбигойской церкви. Я выслана из Плеромы, я — та, кого Валентин называл София-Ахамот. Я — та кого Симон Маг называл Елена-Энойя; поскольку я — Вечный Гермафродит. Иисус — Слово Бога; я — Мысль о Боге. Однажды я вновь вернусь к моему Отцу, но я нуждаюсь в помощи; в мольбе моего Брата Иисуса, чтобы ходатайствовать за меня. Только Бесконечный способен искупить Бесконечность, и только Бог способен искупить Бога. Слушайте внимательно: Один родил Одного, и это есть Один. И эти Три — Одно: Отец, Слово и Мысль. Укрепите мою Гностическую церковь. Демиург не сможет воспрепятствовать этому. Обретите Параклета»
На других сеансах, по утверждению участников, удалось установить контакт с упомянутым каноником Стефаном, а также с катарским епископом из Тулузы XII века, Жильбером Кастре, который был убит в битве у Монсегюра. На сеансе в сентябре 1889 года, по словам участников сеанса, появился весь «Высочайший Синод Епископов Параклета», состоящий из сорока катарских епископов. Также, во время данного сеанса, по утверждениям участников - епископы назвали свои имена, которые были позже проверены по отчетам в Национальной Библиотеке и оказались вполне точными.
Согласно утверждениям участников этих сеансов, Жильбер Кастре, который оказался главой Синода, обратился к Дуанелю и поручил ему воссоздать доктрины гностиков и возвестить об этом миру, учредив «Собрание Параклета», которое следовало назвать Гностической Церковью. Далее, согласно посланию Жильбера Кастре, основателю Церкви должна помогать Елена-Эннойя, с которой они должны были стать духовными супругами. Церковь должна была состоять из Parfaits и Parfaites («совершенных» — фр.), а её священным писанием было объявлено Евангелие от Иоанна. Церковь должна была управляться мужчинами-епископами и женщинами-«софиями», которых следовало избирать и посвящать по гностическому обряду.
Дуанель объявил 1890 год началом «Эры Восстановленного Гнозиса». Он принял сан Патриарха Гностической Церкви под мистическим именем Валентина II, в знак уважения к Валентину, основателю гностической школы валентиниан, жившему во II веке н. э. Он посвятил множество епископов, все они выбирали мистические имена, которые предварялись греческой буквой Тау, представлявшей греческий тау-крест или египетский знак Анкх. Дуанелем и посвящёнными им епископами, на основании посланий, были разработаны соответствующие гностические обряды. В литургическую практику Церкви также входили два таинства, практиковавшиеся катарской общиной. По сути, деятельность Гностической Церкви Дуанеля представляла собой разновидность мистического масонства и привлекла многих членов масонских и околомасонских братств, среди которых можно упомянуть Папюса, Поля Седира, Луи Софрона Фужерона, Рене Генона и других.
К концу XIX века представительства Гностической Церкви были основаны в шестнадцати городах Франции, в Бельгии, в Богемии, в Италии (Милан, Конкореццо).

## Реакция Ватикана
Являясь в принципе одним из многочисленных и безобидных религиозных движений, известных в Париже в конце века, церковь, основанная Дуанелем, тем не менее, вызвала живое волнение в официальных кругах, провоцируя даже отправку в Ватикан специального досье на «возникновение катарских тенденций», за которым последовал недвусмысленный приговор Папы, обличающий учреждение Дуанеля как новое проявление древней альбигойской ереси.

## Антимасонский период и отречение
Однако в 1895 году Жуль Дуанель отказывается от сана Патриарха Гностической Церкви, обратившись к римскому католицизму. Причиной тому послужило влияние Лео Таксиля, известного авантюриста, автора ряда антимасонских памфлетов. Дуанель, под псевдонимом Жан Костка, возможно в соавторстве с Таксилем, нападает на Гностическую Церковь, масонство и мартинизм — организации, которые до недавнего времени были частью его жизни. Апофеозом этой деятельности стала книга «Люцифер разоблаченный», в которой говорится о сатанинском характере масонских ритуалов и символов, а также о сатанинских корнях деятельности всех оккультных братств и организаций, работавших в то время в Европе
О причинах приведших к резкой перемене мировоззрения Дуанеля неизвестно практически ничего. Вся информация, которая имеется на сегодняшний день — это свидетельства его современников, которые тем не менее, весьма скудны. Жерар Анкосс впоследствии написал о нём следующее: 

«Ему (Дуанелю) не хватило необходимого научного образования, чтобы с легкостью объяснить те чудеса, которые невидимый мир растрачивал на него. Поэтому, Дуанель стоял перед выбором — измениться самому или лишиться разума. Давайте будем благодарны, что Патриарх Гнозиса выбрал первый путь».

## Возвращение к Гностицизму и конец жизни
В 1899 году Дуанель вновь раскаялся в своем отступничестве и начал общаться с Леонсом Фабр дез Эссаром, своим преемником в качестве патриарха Вселенской Гностической Церкви. В 1900 году он попросил примирения с Гностической Церковью и нового признания его епископом. В качестве первого акта посвящения, как Патриарха Гностической церкви, Фабр дез Эссар повторно посвятил его под именем Тау Юлиуса, Епископа Але и Мирпуа.
Жуль Дуанель умер в Каркассоне, в ночь с 16 на 17 марта 1902 года.
К Церкви, основанной Дуанелем, возводят своё происхождение многие неогностические церкви, существующие и по сей день.